# Dysphania bellissima
Dysphania bellissima är en fjärilsart som beskrevs av Moore 1879. Dysphania bellissima ingår i släktet Dysphania och familjen mätare. Inga underarter finns listade i Catalogue of Life.